# Dagsmeja

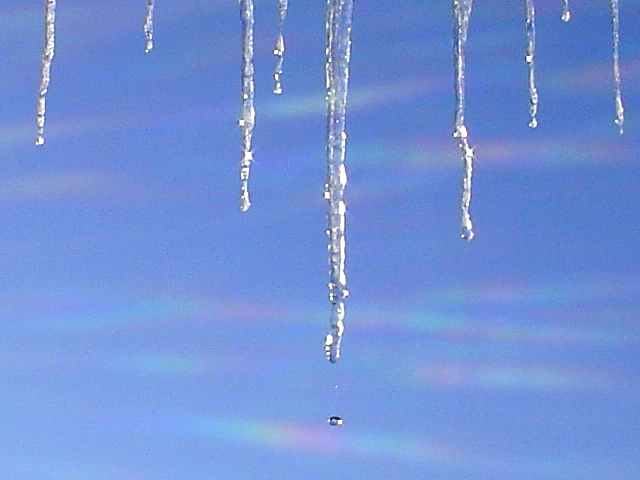
Istappar i dagsmeja.

Dagsmeja är en form av snö- eller isavsmältning som inträffar på senvintern eller våren, då solens ökade instrålning får snötäcket eller istappar att börja smälta trots att temperaturen i luften är under noll grader Celsius. Detta i motsats till snöavsmältning genom tö eller blidväder, då temperaturen i luften skall vara över noll grader. Vid tö eller blidväder behöver det heller inte vara soligt, medan klart och soligt väder är en förutsättning för dagsmeja. Begreppet förknippas ofta med "takdropp" och vårens annalkande.
Dagsmejan är som mest intensiv när solen står som högst på dagen och inträffar oftast i mars. När solen sjunker igen minskar dagsmejan snabbt och upphör till slut helt.
Efterleden "-meja" går tillbaka till fornsvenska mäghin, som betyder "kraft, styrka" och är besläktat med ord som "makt" och "förmåga".
I delar av södra Finland och på Åland förekommer ord som dagsmeja, dagsmidja, dagsmedja och solmeja, men med betydelsen "stark solhetta mitt på dagen". Det är inte kopplat till senvintern eller våren, utan kan inträffa även på sommaren.